# Răcovină

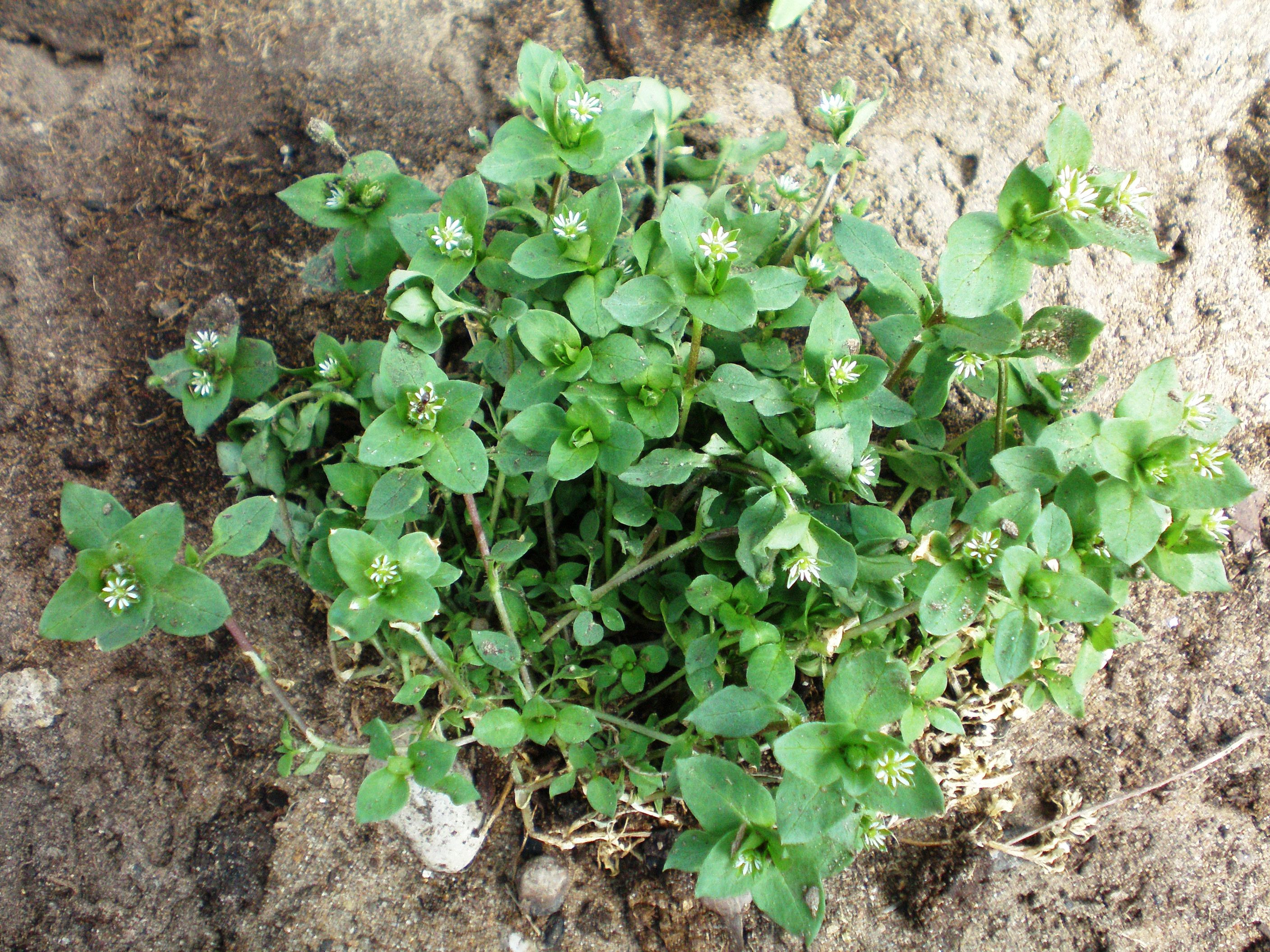
Planta completă

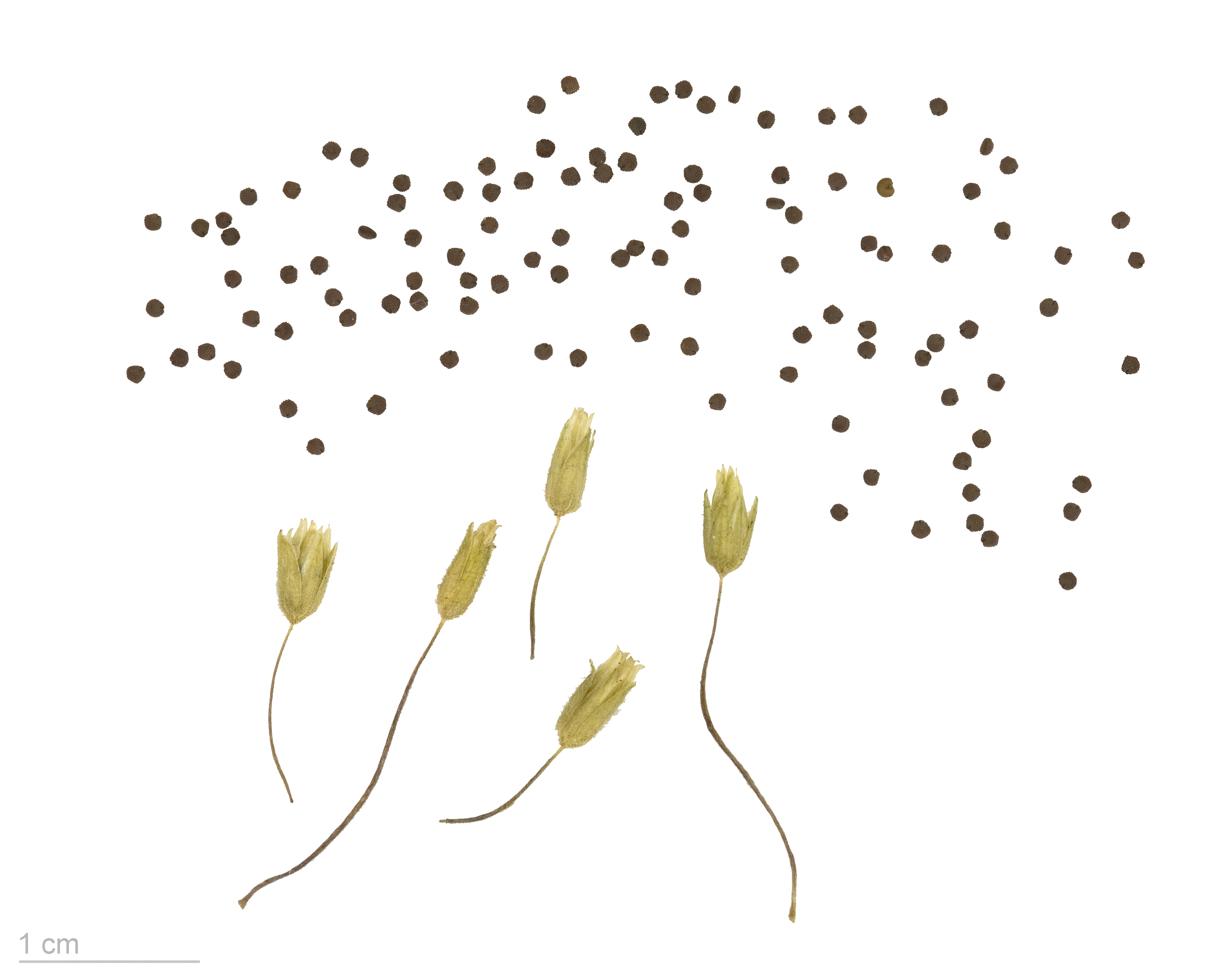
Stellaria media

Răcovina (Stellaria media) este o plantă efemeră, nativă Europei, de obicei consumată de găini. Regional, mai este numită și aurică, cuișoriță, ghețișoară, rocoțel, scânteiuță, coadă-de-găină, iarba-găinii, iarbă-de-păsări, steluța-fetei, steluță-albă. Planta germinează toamna sau iarna târziu, și apoi formează covoare de vegetație. Florile sunt mici și albe, formând rapid capsule cu semințe.
Atât în Europa, cât și în America de Nord, planta este o buruiană care invadează grădinile  și câmpurile. Controlarea răspândirii este dificilă din cauza numărului mare de semințe, deși ierbicidele sunt utile când plantele sunt mici. Răcovina este competitivă cu gramineele mici, și poate produce pierderi de până la 80% din recolta de orz.

## Folclor
Planta este utilizată în medicina populară. John Gerard o recomanda, în secolul al XVII-lea, ca remediu împotriva râiei. În prezent este prescrisă pentru boli ale pielii, bronșită, dureri reumatice, artrită și dureri menstruale. Cataplasme cu răcovină pot fi aplicate tăieturilor, vânătăilor. Nu toate aceste utilizări sunt motivate științific.

## Distribuție și identificare
Stellaria media este comestibilă și nutritivă și frunzele pot fi folosite în salate.
Stellaria media este răspândită în America de Nord din Alaska până punctele sudice. Există mai multe plante strâns înrudite și considerate răcovină, dar acestea nu au proprietățile culinare și medicinale ale plantelor din genul Stellaria. Plante din genul Cerastium sunt foarte similare cu cele din genul Stellaria și fac parte din aceeași familie (Caryophyllaceae).  Stellaria media poate fi ușor deosebită de ceilalți membri ai familiei prin examinarea atentă a tulpinilor. Stellaria are peri fini doar pe o parte a tulpinii, într-un singur șir. Alți membri ai familiei Caryophyllaceae, asemănători cu Stellaria, au peri care acoperă uniform toată tulpina.